# Adolf Schlatter

Adolf Schlatter, vor 1907

Adolf (von) Schlatter (* 16. August 1852 in St. Gallen; † 19. Mai 1938 in Tübingen) war ein Schweizer evangelischer Theologe. Er war Professor für Neues Testament und Systematik in Bern, Greifswald, Berlin und Tübingen. Er ist Autor von über 400 Publikationen, mit denen er sich an Wissenschaftler und einfache Gemeindeglieder wendet. Seine Forschungsschwerpunkte lagen in der Entwicklung einer «empirischen Theologie» sowie in der beobachtenden Auslegung des Neuen Testaments für Fachleute und Laien. Er gilt in Fachkreisen als theologisches Original abseits der Hauptströmungen seiner Zeit. Obwohl er keine Schulrichtung hervorbrachte, werden etliche seiner Werke in Theologie und Kirche bis heute rezipiert.

## Leben

### Kindheit und Jugend

Adolf Schlatters Elternhaus in St. Gallen (Schweiz)

Schlatter war Sohn des Kaufmannsehepaars Hektor Stephan und Wilhelmine Schlatter sowie Enkel der gesellschaftlich bedeutenden Pietistin und Ökumenikerin Anna Schlatter-Bernet. Er wuchs mit sieben Geschwistern, darunter die spätere Schriftstellerin Dora Schlatter, in einem Elternhaus auf, das tief im christlichen Glauben verwurzelt war. Sein Vater hatte sich nach seiner Heirat von der reformierten Landeskirche losgesagt, die ihm theologisch als zu liberal galt, und mit anderen Gläubigen eine evangelische Freikirche gegründet. Seine Mutter war ihrer Kirche treu geblieben. Die damit gegebene Konfessionsverschiedenheit seiner Eltern war für Schlatter und seine Geschwister prägend: Am Gang zur Kirche trennten sich die Wege. Dennoch hielten seine Eltern auch in Glaubensdingen stets fest zusammen und vermittelten ihren Kindern, dass nicht die Kirchenzugehörigkeit und die Theologie, sondern die Person Jesu und der Glaube an ihn das Fundament des Christentums sei. Diese Unterscheidung galt seinen Eltern, aber mehr noch seiner Grossmutter ausdrücklich auch für das Verhältnis zu katholischen Mitchristen. Dem jungen Schlatter war damit neben einer biblischen Frömmigkeit die Erfahrung einer für damalige Verhältnisse unüblichen konfessionellen Weite zuteilgeworden. Die Eltern führten ihre Kinder auf zahlreichen Wanderungen durch den Alpenraum an die Schönheit der Natur heran. Die hohe Wertschätzung der Schöpfung, die Schlatter als Theologe unermüdlich betonte, nahm hier ihren Anfang.
In seiner Schulzeit (1858–1869) erwies sich der junge Schlatter als äusserst sprachbegabt und erhielt daher zum Teil privaten Unterricht, unter anderem in Griechisch, Latein und Hebräisch. Sein Lehrer Franz Misteli leitete ihn dabei zu derjenigen akribischen philologischen Beobachtung an, die später zur methodischen Grundlage seiner Theologie wurde. Hinzu kamen erste Berührungen mit der Philosophie Immanuel Kants und Georg Wilhelm Friedrich Hegels sowie ein starkes Engagement in einem kirchlichen Vorläufer des Christlichen Vereins Junger Menschen.
Entgegen der Hoffnung seiner Eltern lehnte er das Theologiestudium zunächst aus der Angst heraus, dass dieses seinen Glauben zerstören könne, ab. Als seine älteste Schwester Lydia diese Entscheidung in Frage stellte, wurde ihm schlagartig klar, «dass ich mir dann, wenn ich mich feig dem Studium entziehe, den Glauben nicht rette, sondern ihn eben damit preisgegeben habe». Daraufhin wagte er das Studium als Glaubensschritt: «Denen, die mich nach dem Tag meiner Bekehrung fragen, bin ich geneigt, zu antworten, daß mein Entschluß, Theologie zu studieren, meine Bekehrung war.»

### Studium, Pfarramt, Familie

Adolf und Susanna Schlatter, geb. Schoop als junge Eheleute kurz nach ihrer Hochzeit 1878

Adolf Schlatter studierte ab 1871 zunächst in Basel Evangelische Theologie. Hier durchlebte er eine vor allem durch die Beschäftigung mit Baruch de Spinoza ausgelöste krisenhafte Zeit des Suchens, aber auch wesentliche Erkenntnisse durch die Vorlesungen im Fach Philosophie durch Karl Steffensen (1816–1888), der ihn darauf stiess, dass alle Gedanken (auch die «reine Vernunft») Produkte ihrer Geschichte seien.
Seine Tübinger Semester (1873–1874) standen unter dem Eindruck von Johann Tobias Beck, dessen Verbindung von persönlich-existentiellem Glauben und wissenschaftlicher Forschung bei Schlatter einen so tiefen Eindruck hinterliess, dass er sich später als «Nachfolger Becks» beschreiben konnte. Sein Examen legte er 1875 in Basel mit der Bestnote ab.
Einem kurzen Pfarrvikariat in Kilchberg (1875) folgte ein Diakonat in Neumünster/Zürichsee (1875–1876), dessen prägendstes Ereignis die intensive Beschäftigung mit dem katholischen Systematiker und Philosophen Franz von Baader war.
Zu der Zeit, in der er in Kesswil ein Pfarramt innehielt (1877–1880), heiratete er Susanna Schoop. Seine Ehe war ausgesprochen glücklich. Das Ehepaar bekam fünf Kinder.
Die Publikation eines Aufsatzes über die «Christologie der Bergpredigt» (1879) machte die Evangelische Gesellschaft Bern auf den Kesswiler Pfarrer aufmerksam. Sie suchte gerade einen «positiv» (also nicht theologisch liberal) gesinnten Kandidaten für eine Lehrtätigkeit an der Berner theologischen Fakultät. Aufgrund ihrer Anfrage habilitierte sich Schlatter an der Universität Bern in nur vier Wochen mit einem 200 Druckseiten starken Werk über Johannes den Täufer.

### Privatdozent in Bern

Das Hauptgebäude der Universität Bern (1909)

Im Jahr 1880 wurde Adolf Schlatter Privatdozent an der Universität Bern; zur selben Zeit war er Religionslehrer an der Lerberschule. Er war zu Beginn der Lehrtätigkeit nahezu auf sich allein gestellt, da das Kollegium (mit Ausnahme des ihm gleichgesinnten Samuel Oettli) ihm, der auf Betreiben des zur Fakultät in Opposition stehenden «Kirchlichen Vereins» angestellt worden war, das Gespräch verweigerte. So suchte er einen möglichst breit angelegten Zugang zur akademischen Theologie. Seine frühen Vorlesungen umfassen sowohl alt- als auch neutestamentliche Themen, Kirchen- und Dogmengeschichte Systematische Theologie sowie Philosophie. Im Zuge seiner Forschung grenzte er sich sowohl gegenüber der «liberalen Theologie» als auch gegen den naiven Biblizismus ab, der sich mit einem rein wörtlichen, ungeschichtlichen Verständnis biblischer Texte begnügt. Diese Lehrjahre bildeten die kreativste Phase in Schlatters Leben, in der er den Grundstein sowohl für die später oft bewunderte Breite als auch für die Eigentümlichkeiten seines theologischen Schaffens legte. Anlässlich eines Preisausschreibens legte er 1885 ein etwa 600 Seiten starkes Werk mit dem Titel «Der Glaube im Neuen Testament» vor, das bis in unsere Gegenwart in der theologischen Fachwelt hohes Ansehen geniesst. Mit dieser Studie gelang ihm der wissenschaftliche Durchbruch, der 1888 zu seiner Ernennung zum ausserordentlichen Professor durch die Universität Bern führte – die damit die Abwanderung ihres Kollegen aber nicht mehr verhindern konnte.

### Professor für Neues Testament in Greifswald

Adolf Schlatter (1888)

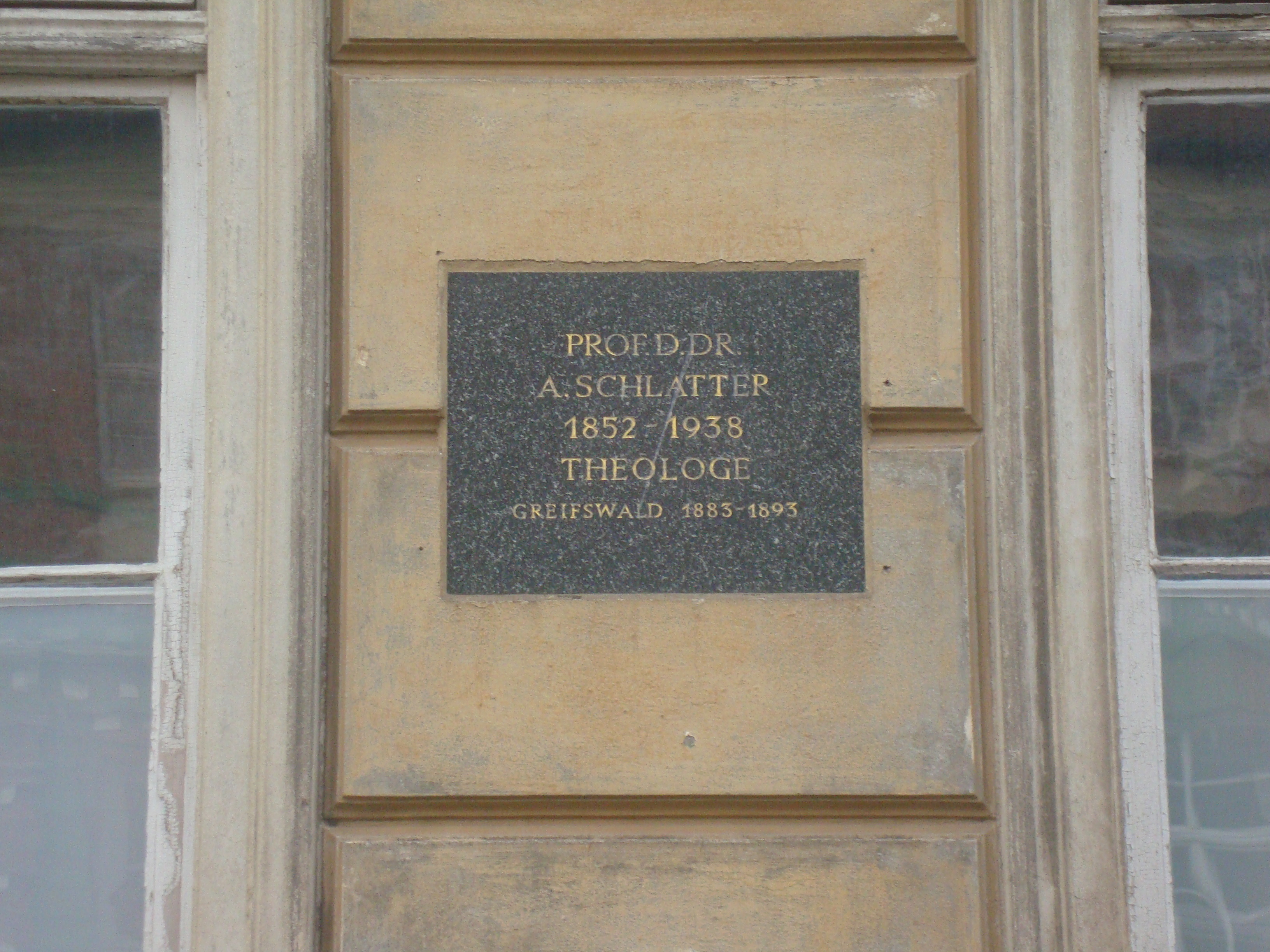
Gedenktafel für Adolf Schlatter in der Bahnhofstraße 46/47 in Greifswald

1888 folgte Schlatter einem Ruf an die Universität Greifswald auf den Lehrstuhl für Neues Testament. Zum prägenden Element in dieser Zeit wurde seine Freundschaft mit Hermann Cremer und dem dortigen Luthertum, das er als Reformierter zwar schätzen lernte, mit dem er sich später allerdings auch kritisch auseinandersetzte. Beide verstanden sich aufgrund des gemeinsamen Glaubens an Jesus Christus als Schrifttheologen, die sich eine Erneuerung der Theologie von der Vertiefung in die biblischen Schriften (hier besonders in deren Begrifflichkeiten) erhofften.
Mit Cremer gemeinsam kämpfte Schlatter um eine wissenschaftliche Alternative zur damals bestimmenden theologischen Schule Albrecht Ritschls. Hier erhielt er sowohl den wissenschaftlichen Austausch im Kollegenkreis als auch die Hörerzahlen, die er sich immer ersehnt hatte. Seine Aufgabe sah er darin, die Studenten anzuleiten, die ängstliche Traditions- und Lehrerbindung hinter sich zu lassen und selbständige Erkenntnis zu pflegen. Dem folgte auch seine «Einleitung in die Bibel» für die Laienhand, in der er nach seiner Ansicht berechtigte Beobachtungen der historisch-kritischen Theologie (zum Beispiel zur Pseudepigraphie) aufnahm und sich dem Ansinnen des «frommen Lügens» zur Sicherung der eigenen Anschauung über die Bibel verweigerte.
Eine dreimonatige Reise nach Palästina 1891 vermehrte nicht nur Schlatters Kenntnisse des Heiligen Landes, sondern hatte eine für damalige Zeiten ausserordentlich positive Einstellung zum Judentum sowie eine Warnung an die Kirche vor Antisemitismus sowie das Eingeständnis christlicher Schuld zur Folge.

### Professor für Systematische Theologie in Berlin

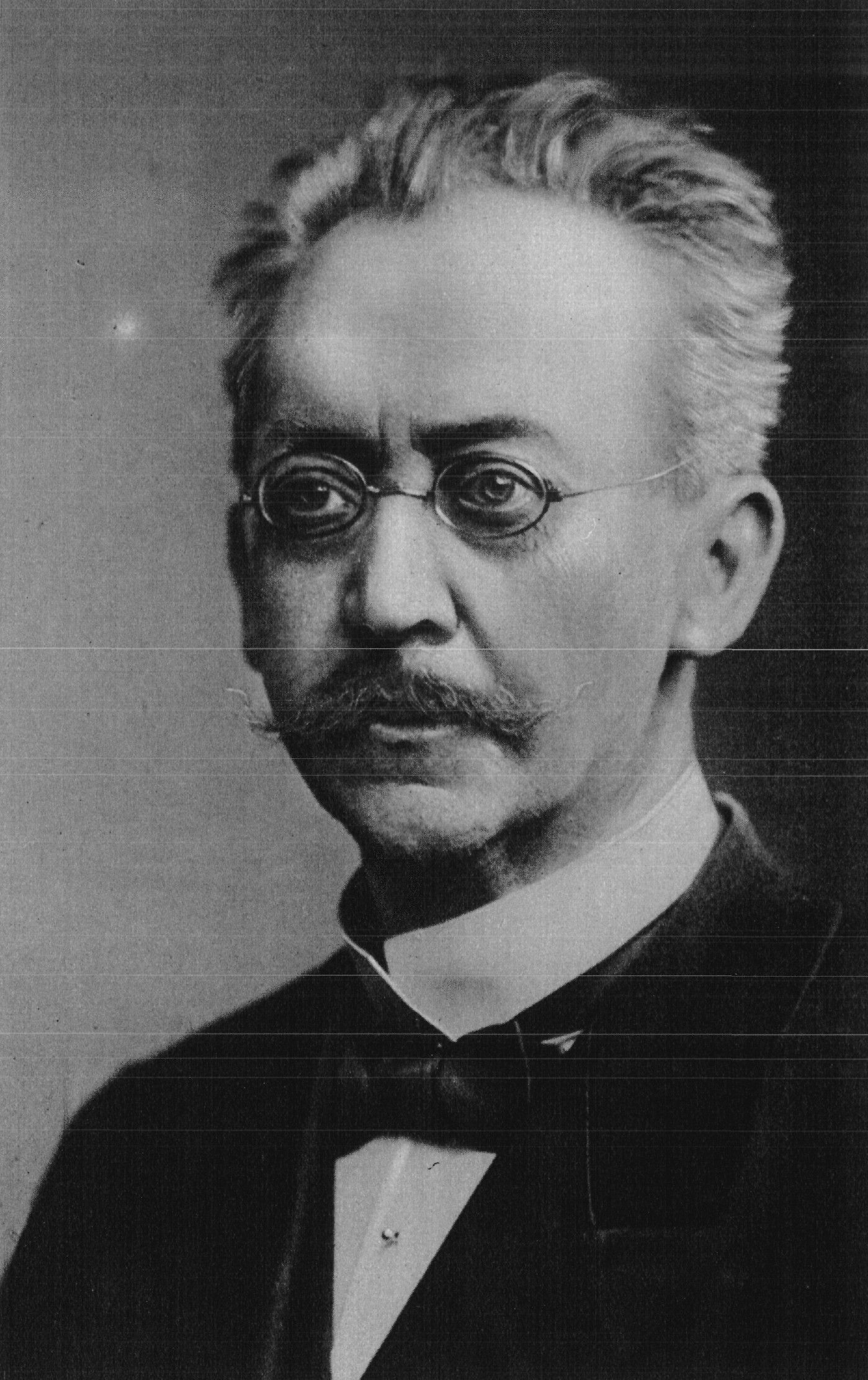
Adolf von Harnack – Schlatters Antipode in Berlin

1893 wurde Schlatter durch ministerialen Erlass auf eine neu eingerichtete Professur für Systematische Theologie in Berlin berufen. Den Anlass dazu bildete der sog. «Apostolikumsstreit» zwischen dem liberalen Ordinarius Adolf von Harnack und der kirchlichen Öffentlichkeit. Diese sollte Schlatter als Systematiker der «kirchlich-positiven» Richtung jetzt an der Fakultät repräsentieren. Trotz der konfliktären Ausgangsbedingungen (wobei sich die Kritik hauptsächlich auf die Einmischung durch das Berliner Kultusministerium bezog) wurde Schlatter im Kollegenkreis freundlich aufgenommen. Namentlich mit seinem Antipoden Adolf von Harnack verband ihn ein intensiver und freundschaftlicher Austausch, bei dem die theologischen Gegensätze dennoch offen und kontrovers zur Sprache gebracht wurden. Diese Fähigkeit zur Trennung von Person und Sache war geradezu ein Persönlichkeitsmerkmal Schlatters. Er selbst beschrieb die Christologie als Kern ihrer Gegensätze: «Ob uns Jesus gezeigt wurde, wie er ist, ob wir sahen, was er uns verleiht, oder ob das Neue Testament hinter unserer ‚Wissenschaft‘ verschwand, das war die Frage, die zwischen mir und den Liberalen stand. Harnacks Dogma verlangte von ihm, daß er bei Jesus eine ‚Religion‘ suchte, die ‚die Seele‘ mit Gott verband. […] Das Geschichtliche (dagegen) war das Vergangene, das Individualisierte und folgerichtig Beschränkte, die Rinde, ohne die kein Baum wächst, die aber unbrauchbar bleibt. Nur durch den ‚Mythus‘ erhielt die Geschichte die absolute Bedeutung der göttlichen Rede und Wirkung […] Darum leitete uns Harnack an, hinter dem Christentum nach seinem ‚Wesen‘ zu suchen. Dieses ‚Wesen‘ besaß aber keinen in deutliche Begriffe faßbaren Inhalt. Als das zu begehrende Ziel erschien eine Verinnerlichung des Einzelnen, der nun mit der Geschichte unvermeidlich die Gemeinschaft verlor und die Kirche bloß als drückende Last empfand. Die Dogmengeschichte wurde so zu dem Nachweise, daß das Dogma sich selbst zerstört habe. So stand zwischen mir und ihm die Frage […], was Jesus sei» Demgegenüber betonte Schlatter, dass sich Jesus gerade durch die Geschichtlichkeit der neutestamentlichen Botschaft und deren kirchliche Rezeption vermittelt: Er erblickte das «Wesen des Christentums» gerade in der Einigung mit der Urchristenheit in dem, was sie der Kirche durch die biblischen Schriften von Jesus vermittelt.
In der Berliner Zeit knüpfte Schlatter freundschaftliche Kontakte mit Friedrich von Bodelschwingh, die in das gemeinsam initiierte Bildungsprojekt der «Betheler theologischen Wochen» mündete. Dies konnte aber nicht darüber hinwegtäuschen, dass er sich in seiner fachlich isolierten Stellung an der Berliner Fakultät zunehmend einsam fühlte.

### Professor für Neues Testament und Systematische Theologie in Tübingen

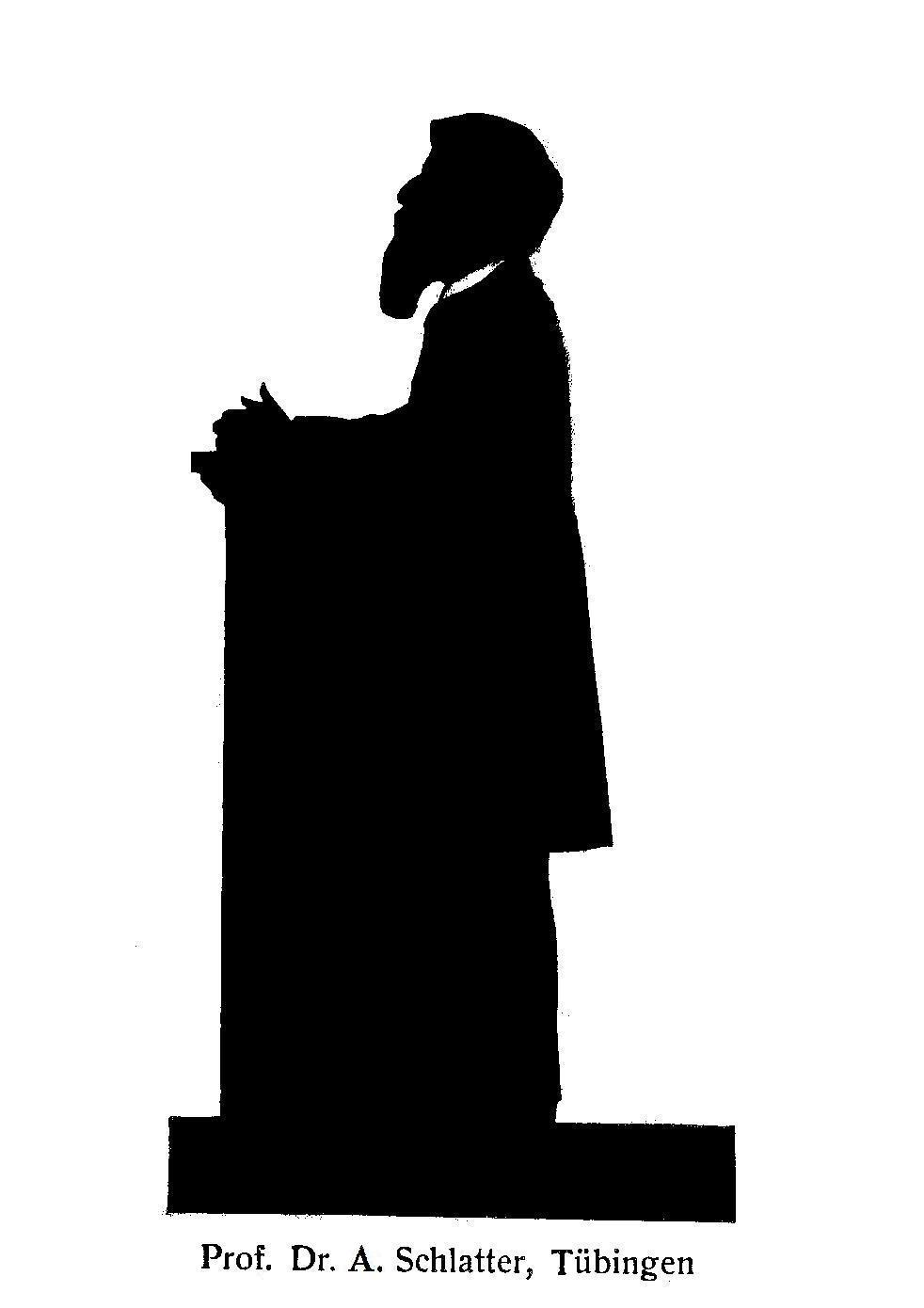
Adolf Schlatter am Katheder. Scherenschnitt von Gerhard Lüling

Adolf Schlatter mit seiner Frau Susanna und ihren fünf Kindern

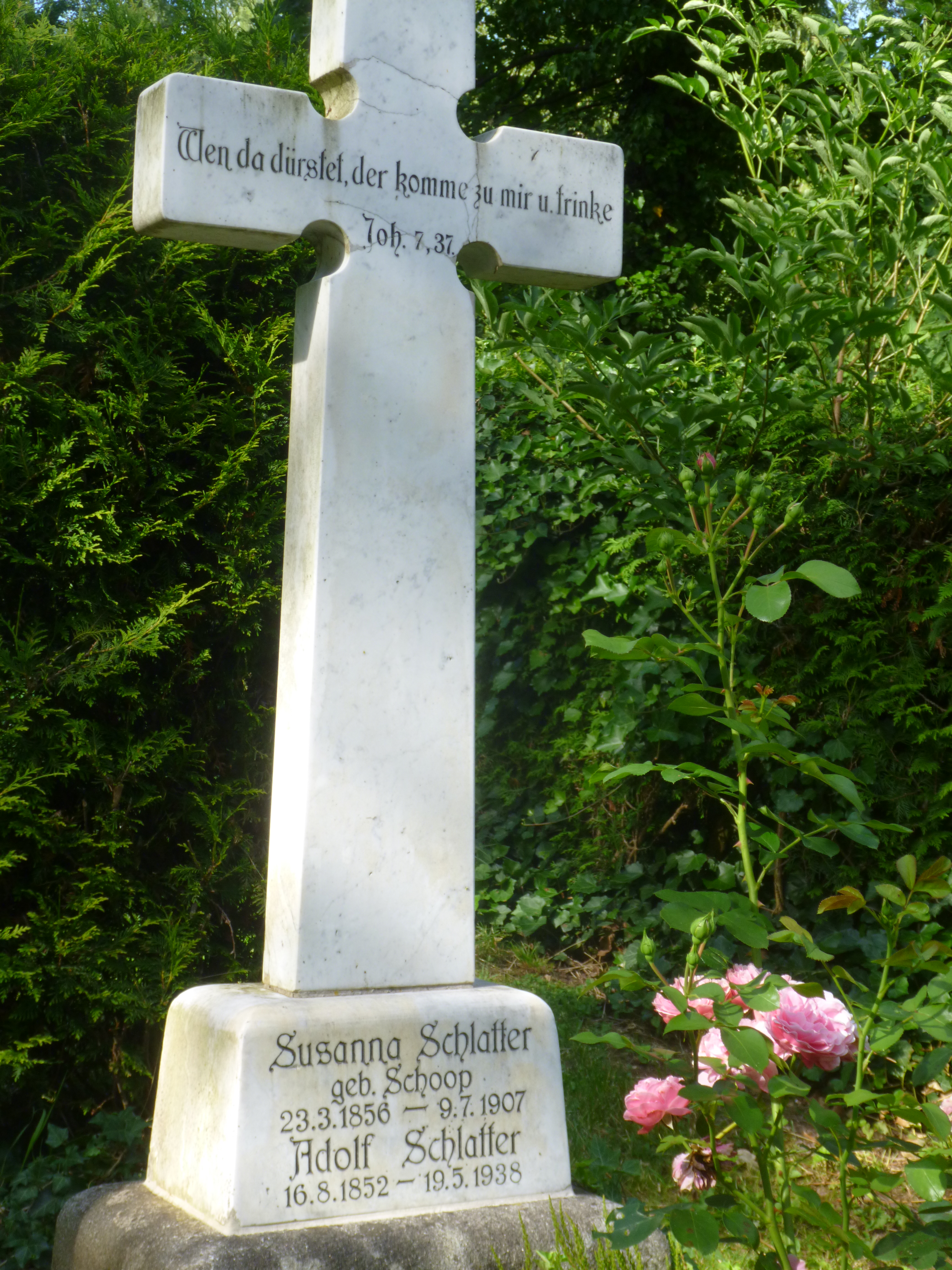
Grab auf dem Stadtfriedhof Tübingen

In diese Situation hinein warb die evangelisch-theologische Fakultät in Tübingen um Schlatter. Er erkannte die Chance, dort das Erbe seines bedeutenden Lehrers Johann Tobias Beck fortsetzen zu können, und trat 1898 dort an. Entgegen seinen Hoffnungen blieb es um Schlatter anfänglich einsam: Kollegialen Austausch gab es kaum (die einzige rühmliche Ausnahme war die intensive Weggemeinschaft mit dem jungen Karl Holl). Seine Studentenschaft war zwar recht diskussionsfreudig (wofür er dankbar war), bestand aber nahezu ausschliesslich aus Nicht-Württembergern. Zehn Jahre benötigte Schlatter, um in der Württembergischen Kirche wirklich Fuss zu fassen. Hinderungsgründe waren 1.) die durch die Religionsgeschichtliche Schule geweckten Hörerwartungen, die Schlatter dadurch konterkarierte, dass er das Neue Testament mit Hilfe des zwischentestamentlichen und rabbinischen Judentums erklärte (statt mit komplexen religionsgeschichtlichen Vergleichen), 2.) die doppelte Dominanz der Ritschl-Schule und einer auf Ausgleich zur konservativen Kirchlichkeit bemühten Vermittlungstheologie, die sich mit dem temperamentvollen und theologisch widerständigen Schlatter schwer tat, 3.) Schlatters vorschnelle Etikettierung als «orthodoxer Parteimann», der wiederum 4.) seitens des Württembergischen Pietismus aufgrund seines Wissenschaftsverständnisses, das auch vom Glaubenden die unvoreingenommene Wahrnehmung der Wirklichkeit (nach seiner Terminologie den «Sehakt») verlangte, kritisch beäugt wurde.
Am Ende dieses schweren ersten Jahrzehnts starb 1907 völlig überraschend seine geliebte Frau Susanna und hinterliess einen tiefen Einschnitt in Schlatters Leben. Er verzichtete um seines Dienstes willen bewusst auf eine zweite Ehe, zog seine Kinder (von denen zwei noch zur Schule gingen) alleine gross und vertiefte sich dann derartig in die Theologie, dass die folgenden sieben Jahre zu seiner «produktivste(n) und zugleich theologisch fruchtbarste(n) Phase seiner akademischen Tätigkeit» wurden (Neuer). Im Bestreben, seine Lebensarbeit für die Nachwelt zusammenzufassen, veröffentlichte er ca. 4000 Seiten Literatur, darunter die exegetischen und systematischen Hauptwerke «Das Wort Jesu», «Die Lehre der Apostel», «Das christliche Dogma» und «Die christliche Ethik». In der württembergischen Studentenschaft und der Landeskirche war er jetzt fest etabliert und zum Teil hoch angesehen. Dies erkannte Schlatter inmitten einer recht skeptischen Bestandsaufnahme seiner bisherigen Tübinger Zeit, als im Jahr 1910 die theologische Fakultät der Universität Halle um ihn warb und sich zahlreiche Persönlichkeiten aus Fakultät, Studentenschaft und Landeskirche nachdrücklich (und erfolgreich) für sein Bleiben einsetzten; in den folgenden Semestern hatten einige seiner Vorlesungen deutlich über hundert Hörer.
Der Erste Weltkrieg kostete zu Schlatters Kummer seinen jüngsten Sohn Paul das Leben. Durch eine lange Zeit der Niedergeschlagenheit hindurchgehend hielt er noch 15 Semester über seine Emeritierung im Jahr 1922 hinaus Vorlesungen, in denen er sich über eine grosse Hörergemeinde freuen konnte. Zu seinen Hörern zählten spätere theologische Persönlichkeiten wie Dietrich Bonhoeffer, Ernst Fuchs, Ernst Käsemann, Walther von Loewenich, Karl Heinrich Rengstorf (1903–1992), Paul Schneider und Erich Seeberg. Dabei riefen seine Thesen, die nicht mit (manchmal scharfer) Kritik an der zeitgenössischen Exegese sparten, aber bisweilen die direkte Auseinandersetzung mit deren konkreten Annahmen umgingen, nicht nur Zustimmung, sondern auch Ablehnung hervor; so fühlte sich der junge Karl Barth von Schlatter anfangs geradezu abgestossen. Jedoch verstand sich Schlatter gegenüber seinen Studenten auch als Seelsorger, der viel Zeit und Kraft in Sprechstunden und «offene Abende» investierte, in denen er sich persönlich den individuellen Fragen und Problemen seiner Hörer widmete und sie im Sinne einer «sokratischen Methode» (Hans Brandenburg) durch Rückfragen zu eigenständigem Denken und Entscheiden anleitete. Einige seiner Studenten berichteten, dass sie dies als mutmachend, herausfordernd und aus einer gewissen frommen Enge befreiend erlebten.
Ab 1930 ruhte Schlatters Lehrtätigkeit. Stattdessen widmete er sich nun erneut der literarischen Produktion, die trotz nachlassender Kräfte bis kurz vor seinem Tode am 19. Mai 1938 andauerte. In dieser Zeit entstanden bedeutende Alterswerke wie die Kommentare zum Johannes- und zum Lukasevangelium oder zum Brief des Jakobus, aber auch eine Übersetzung des Neuen Testaments (1931 herausgegeben) und vor allem sein Kommentar zum Brief des Paulus an die Römer unter dem Titel Gottes Gerechtigkeit (1934), der zum Klassiker avancierte. Er stellte bereits eine Reaktion auf die Römerbriefkommentare von Karl Barth und Paul Althaus dar und formulierte in Kritik und Erweiterung von Martin Luthers Römerbriefvorlesung von 1515/16, dass „nicht die individuelle Rechtfertigung des Sünders, sondern Gottes Heil schaffende, auf das Volk der Juden und die übrige Völkerwelt zielende, beim Einzelnen und in der Kirche Glauben und Ethos wirkende Gerechtigkeit (Gottes) das eigentliche Thema des Briefes sei“ (Neuer) – ein Gedanke, der ihm von zahlreichen Lutheranern viel Kritik einbrachte, der sich aber in der wissenschaftlichen Römerbriefauslegung durchsetzte.
Besondere Erwähnung gebührt dem letzten Buch aus Schlatters Hand, Kennen wir Jesus? Ein Gang durch ein Jahr im Gespräch mit Ihm, welches er „als sein Vermächtnis ansah“ (Hans Stroh im Geleitwort zur 4. Auflage von 1980). In allgemein verständlicher Sprache verfasst und an einen breiten Leserkreis gerichtet, verknüpfte Schlatter in diesem Buch die Geschichte Jesu Christi, wie er sie in den vier biblischen Evangelien wahrgenommen hatte, mit dem Zeugnis der apostolischen Briefe zu einer seine vorherigen exegetischen, systematisch-theologischen und religionsgeschichtlichen Werke verarbeitenden Synthese historischer und unterweisender Betrachtung. Zwar teilte Schlatter seine Betrachtungen für die tägliche Lesung in 366 Abschnitte, dennoch ist Kennen wir Jesus? nicht eigentlich ein Andachtsbuch. „Es will zuverlässig informieren, will das vermitteln, was unbedingt nötig ist, wenn man Jesus verstehen und nachfolgen will.“ (Hans Stroh) Dieses „sein letztes großes Werk schrieb Schlatter aus tiefer Sorge um den weiteren Weg des deutschen Volkes, den er aufgrund des nationalsozialistischen Antichristentums zutiefst gefährdet sah“, angesichts dessen er „den Lesern noch einmal eindringlich Jesus Christus vor Augen zu malen suchte als die einzig tragfähige Grundlage für das Leben des Einzelnen und des Volkes.“ (Werner Neuer)

## Werk

### Überblick

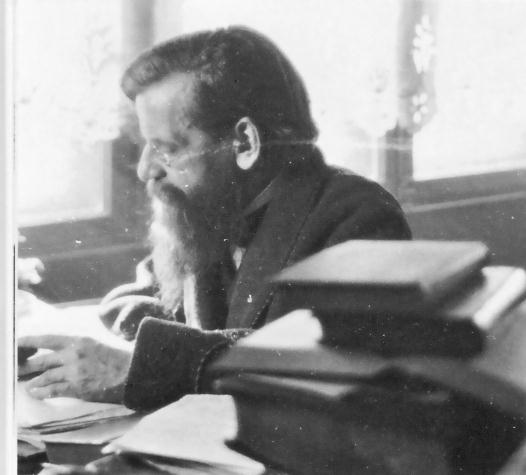
Adolf Schlatter an seinem Schreibtisch in Tübingen

Schlatters theologische Forschung erstreckt sich interdisziplinär über drei Bereiche: Bezüglich des Neuen Testaments wurde er einerseits durch seine exegetischen Kommentare bekannt, die an eine breite Öffentlichkeit gerichtet waren, aber andererseits durch seine zahlreichen Arbeiten zum zwischentestamentlichen und rabbinischen Judentum, dessen Gedankengut er – erstmals in der Forschungsgeschichte – für das Verständnis des Neuen Testaments heranzog. In der Systematischen Theologie entwarf er eine Dogmatik und eine Ethik, die aufgrund ihrer denkerischen Eigenständigkeit zu den grössten Herausforderungen im Theologiestudium zählen. Die Philosophie bereicherte er unter anderem postum mit einer „Metaphysik“, die ihn als Vertreter eines „Kritischen Realismus“ ausweist. Seit dem Jahr 1897 war er neben Hermann Cremer Mitherausgeber der Zeitschrift Beiträge zur Förderung christlicher Theologie.

### Grundprinzipien
Schlatters wissenschaftlicher Ansatz geht von einer anthropologischen Grundanschauung aus, die ihm durch die Schriften Franz von Baaders vermittelt worden war, nämlich der Vorordnung des Empfangens vor dem Wirken: „Die uns gegebene Gestalt unseres Bewußtseins zeigt uns […], dass alles Wirken auf unserem Empfangen und alles Reden auf unserem Hören beruht“. Diese Vorordnung zieht sich wie ein roter Faden durch seine gesamte Theologie und Philosophie. In allen Vollzügen des personalen Lebens lässt sich diese Grunddisposition seiner Ansicht nach aufweisen.
So macht Schlatter als Voraussetzung allen wissenschaftlichen Denkens die Voranstellung der Wahrnehmung vor der Urteilsbildung namhaft: „Wissenschaft ist erstens Sehen und zweitens Sehen und drittens Sehen und immer wieder Sehen.“ Erst nach der „sauberen Beobachtung“ des Vorhandenen sei eine Urteilsbildung möglich und sinnvoll. Mit diesem Ansatz, der in der gegenwärtigen Schlatter-Forschung in Nachbarschaft zur Phänomenologie gesehen wird, steht er in Gegensatz zu der in der Theologie seiner Zeit vorherrschenden Ritschl-Schule. Diese war massgeblich vom „Deutschen Idealismus“ der Prägung Immanuel Kants bestimmt, dessen Philosophie gerade von „synthetischen Urteilen a priori“ ausgeht. Dem hält Schlatter entgegen: „Eine ‚reine Vernunft‘, die denken könnte, ohne zu empfangen, ist, wenn dabei vom Menschen gesprochen wird, ein Phantom“. Jede vorschnelle Systembildung, die eine Spekulation bzw. eine Theorie des Seins vor dessen Beobachtung stellt, führt nach Schlatter im Ergebnis zu falscher, irreführender Erkenntnis.
Auf dem Wege konsequenter Wahrnehmung kann man laut Schlatter nur auf Gott stossen. Er war überzeugt von der Offenbarung Gottes in der Schöpfung und in Jesus Christus, die sich durch saubere Beobachtung der Natur und der Geschichte erschliesst. Glaube und (richtig betriebene) Wissenschaft schliessen sich für ihn darum nicht aus, sondern ein.

### Schlatter als Exeget
Die Geschichte, in der sich Gott den Menschen zeigt, wird laut Schlatter wahrnehmbar durch die biblischen Schriften. Als er einmal gefragt wurde, ob er ‚auf der Schrift‘ stehe, antwortete Schlatter: „Ich stehe unter der Schrift!“, und erklärte: „Die ‚auf der Schrift stehende‘ und über sie emporfahrende Meisterschaft der Theologen lehne ich in allen Formen ab, die orthodoxe wie die rationale, die dogmatisch spekulierende wie die historisch kritisierende.“ „Unter der Schrift“ zu stehen bedeutete für ihn durchaus, sie „kritisch“ zu lesen, wobei er unter „Kritik“ die reine, aufmerksame Beobachtung verstand, der jegliche Hypothesenbildung untergeordnet wird und die ganz auf die Schriftaneignung zielt. In seinen Kommentaren zu biblischen Büchern schärft er die philologische Beobachtung an jedem möglichen Detail, arbeitet sprachstatistische Besonderheiten der jeweiligen Autoren heraus und zieht zur Erklärung bevorzugt das Verständnis des Judentums zur Zeit Jesu heran. Er verbindet dies zu einer integrativen Wahrnehmung des theologischen Gesamtentwurfs der einzelnen Schriften, ohne sich mit literarkritischen, form- oder religionsgeschichtlichen Konstruktionen zu beschäftigen. Aus diesem Grund bleibt er in Einleitungsfragen oft konservativ-traditionell, wenn er etwa als Verfasser des Matthäus- oder Johannesevangeliums die gleichnamigen Apostel ansieht oder in Varianz zur (damals allerdings noch jungen) Zweiquellentheorie Matthäus als das älteste Evangelium und Markus als dessen Zusammenfassung beschreibt. Die unvoreingenommene, präzise Textbeobachtung wiederum führte ihn über ein traditionsbestimmtes Verständnis biblischer Texte hinaus, zum Beispiel in der Auslegung des Römerbriefs. Seine „realistische Bibelauslegung“ brachte Schlatter des Öfteren in Konflikt mit zeitgenössischen Strömungen in der Theologie, die diese eigenständige Methodik als „unwissenschaftlich“ ablehnte. Sie bewirkte aber andererseits ein neues Interesse an der Erforschung der neutestamentlichen Begriffe und initiierte so das Projekt eines „Theologischen Wörterbuchs zum Neuen Testament“ (ThWNT). Methodisch bildeten für Schlatter Geschichtswissenschaft und Theologie keinen Gegensatz, sondern eine Einheit. Daher wehrte er sich gegen alle Versuche, den Gottesgedanken aus einer blossen historisch-kritischen Betrachtung der biblischen Schriften auszuklammern: „Atheistische Methoden in der Theologie“, die den Glauben vom Erkennen trennen, lehnt er aus theologischen und wissenschaftlichen Gründen als nicht sachgemäss ab.

### Schlatter als Systematischer Theologe

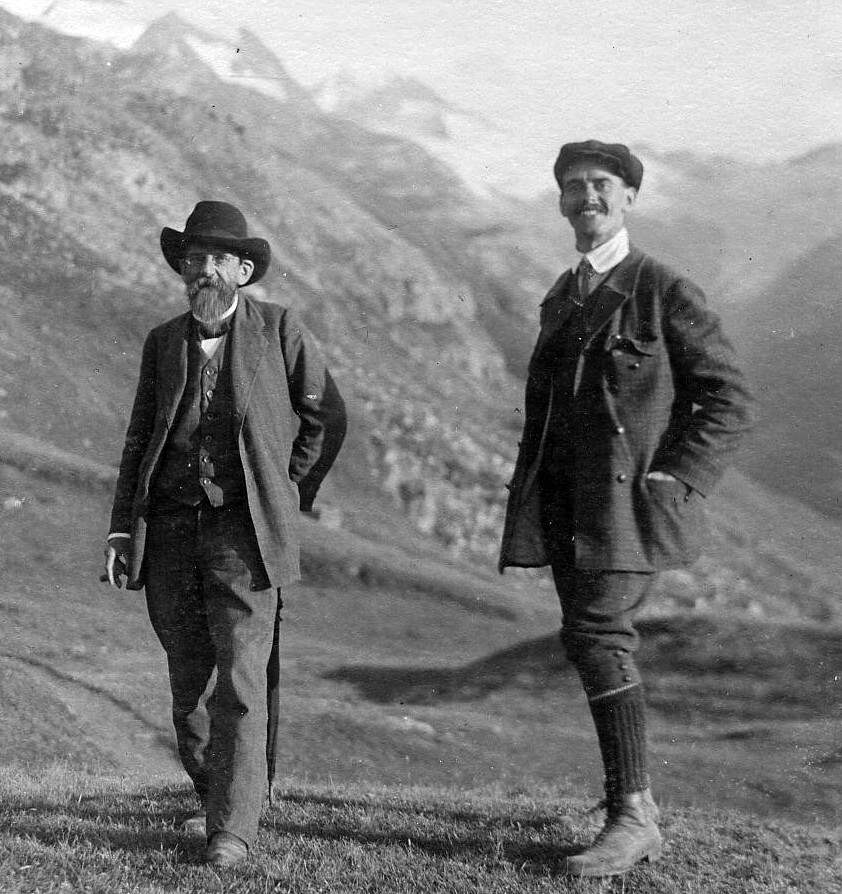
Schlatters positives Verhältnis zur Natur führte ihn oft in die Berge: Hier mit seinem Sohn Theodor im Jahr 1921.

Auch Schlatters systematisches Hauptwerk „Das christliche Dogma“ (1911) folgt dem empirischen Ansatz, indem es die Wahrnehmung der Schöpfung in die Formulierung von Glaubensaussagen einbezieht. Er folgt damit methodisch dem biblischen Verständnis von der Offenbarung Gottes, nach der „alles Seiende zu Gott in Beziehung stehe und irgendwie seine Kraft und seinen Willen versichtbare“. Dieser in krassem Widerspruch zum deutschen Idealismus stehende Ansatz spiegelt sich in einem Aufbau wider, der in der evangelischen Dogmatik bis dato singulär ist: Die erste Hälfte seines Buches bietet eine empirische Anthropologie, die eine Schöpfungs-, Sünden-, Gnaden- sowie eine natürliche Gotteslehre einschliesst. Die – nach obigem Verständnis – kritische Wahrnehmung der Schöpfung lässt bereits Umrisse des personhaften, heiligen und liebenden Gottes sichtbar werden. Durch die Wahrnehmung des Erlösungswerkes (vermittelt durch die biblischen Schriften) wird vieles bestätigt und durch die Erkenntnis des menschgewordenen und erhöhten Sohnes Gottes ergänzt. Auf eine Beschreibung des Wesens Gottes dagegen, die notwendig spekulativer Natur wäre, hat Schlatter verzichtet: Er konzentrierte sich ganz auf eine „Theologie der Tatsachen“. Schlatters „christliche Ethik“ (1914) schliesslich, die ebenso ungewohnte Wege einschlug, zeigt in Anlehnung an Platons Kardinaltugenden auf, wie die Gemeinschaft mit Gott und die aus ihr folgende Gestaltung des personalen Lebens nach dem Willen Gottes Grundlage allen sozialethischen Handelns ist. Durchweg fusst für ihn die Sozialethik auf der Individualethik. Beides führt er nach christlichem Verständnis aus, schlägt aber durch die Einbeziehung der Schöpfung und des Naturrechtsgedankens Brücken auch zu Nichtglaubenden. Die Fülle der behandelten, teilweise weit in die Zukunft vorausblickenden Problemstellungen (wie zum Beispiel Grundzüge einer „Ökologischen Ethik“) machten dieses Buch zu einem über viele Jahrzehnte hinweg begehrten Nachschlagewerk auch unter Politikern und Juristen. Besonderes Interesse legte Schlatter auf den Zusammenhang von Glauben und Lieben: Vom Katholiken Franz von Baader inspiriert, insistierte er in seiner veröffentlichten Vorlesung „Der Dienst des Christen in der älteren Dogmatik“ darauf, dass der christliche Glaube sich nicht allein auf den Trost (das „Quietiv“) beschränken darf, sondern das „Motiv“ zum tätigen Liebesdienst am Nächsten in sich trägt. Hier fand er – bereits bei Martin Luther angelegt, den er heftig kritisieren konnte – eine Schwäche im Protestantismus überhaupt.

### Schlatter als Philosoph
Schlatters „Empirische Theologie“ korreliert mit einer Erkenntnistheorie, die er in Abgrenzung zu Immanuel Kant und Friedrich Schleiermacher formuliert hat. In einer „Metaphysik“ (1915), zu deren Drucklegung er sich zu seinen Lebzeiten nicht mehr entschliessen konnte, formuliert er Grundzüge eines „Kritischen Realismus“, der zwischen Phänomenalismus und „naivem Realismus“ (der von einer blossen Abbildung der Wirklichkeit in der menschlichen Wahrnehmung ausgeht) dem konstruktiven Anteil menschlicher Erkenntnis und der dynamischen (wirkmächtigen) Wirklichkeit gleichermassen Rechnung trägt. Die Vorarbeit dazu bildete seine veröffentlichte Vorlesung „Die philosophische Arbeit seit Cartesius. Ihr ethischer und religiöser Ertrag“, in der er in einem Überblick die Eigentümlichkeiten der bedeutendsten philosophischen Entwürfe in ihrem geschichtlichen Werden kritisch und dennoch mit unvoreingenommener Lernbereitschaft wahrnahm.

### Einordnung und Reaktionen
Schlatter wurde von Vertretern einer „Positiven Theologie“ entdeckt und gefördert, um ein mit dem Pietismus kompatibles Gegengewicht zum Hauptstrom der „Liberalen Theologie“ (insbesondere in Gestalt der Ritschl-Schule) zu bilden. Dennoch passte er nie in das Raster des blossen Biblizismus: „Für mich schieden sich […] die beiden Betätigungen – der Glaube und die Kritik – nie in einen Gegensatz, so dass ich das eine Mal bibelgläubig, das andere Mal kritisch gedacht hätte, sondern ich dachte deshalb kritisch, weil ich an die Bibel gläubig war, und war deshalb an sie gläubig, weil ich sie kritisch las.“ Dem heutigen Leser fällt seine Zuordnung umso schwerer, als Schlatter in seinen Hauptwerken nur sehr sporadisch auf Literatur verweist, sondern die Kenntnis zahlreicher theologischer Anschauungen, die er (oft implizit) kritisiert, voraussetzt. Diese Eigenart, Primärquellen der Erkenntnis prinzipiell den Vorzug vor dem Dialog mit der Sekundärliteratur zu geben, hat ihm schon in seiner Zeit Kritik eingehandelt. Auch inhaltlich konnten manche Arbeiten Schlatters polarisieren. Von Vertretern der „Liberalen Theologie“ wurde vereinzelt ihre Wissenschaftlichkeit in Frage gestellt – teilweise, um Jahrzehnte später rehabilitiert zu werden. Vertreter des Pietismus wiederum zeigten sich irritiert, wenn er Ergebnisse der historisch-kritischen Bibelwissenschaft in die Auslegung einbezog, die deren traditionellem Schriftverständnis widersprachen – am stärksten in seiner „Einleitung in die Bibel“. Viele seiner Publikationen – wie beispielsweise „der Dienst des Christen in der älteren Dogmatik“ oder das „Christliche Dogma“, seine Kommentare oder seine philosophischen Abhandlungen – wurden jedoch über die Schulgrenzen hinweg mehrheitlich positiv aufgenommen.
Komplex gestaltete sich das Verhältnis zwischen Schlatter und der in den 1920er Jahren aufkommenden „Dialektischen Theologie“: Wiewohl Karl Barth in seiner Generalkritik an der zeitgenössischen Theologie Schlatter aussparte und in ihm eher einen Weggefährten erblickte, fand er keinen Anknüpfungspunkt zu dessen empirischem Ansatz. Schlatter wiederum rezensierte Barths Kommentar zum Römerbrief freundlich, aber mit deutlicher Kritik vor allem an Barths Gottesverständnis; seiner Dogmatik gegenüber zeigte er sich offener. Emil Brunner, Barths anfänglicher Weggefährte, der sich mit diesem über der Frage der Schöpfungsoffenbarung überwarf, bekannte später, von Schlatter viel gelernt zu haben; umgekehrt stand auch Schlatter Brunners Schriften positiv gegenüber. Bei Rudolf Bultmann fand Schlatter anfänglich viele eigene Einflüsse wieder, stand ihm jedoch am kritischsten gegenüber, da er letztlich in eine „atheistische Theologie“ führe.
All dies lässt Adolf Schlatter als eigenständigen (und unbequemen) Denker neben den theologischen Hauptströmungen erscheinen. Als solcher hat er allerdings bis in die Gegenwart nicht geringen Einfluss auf die Theologie ausgeübt, ohne jedoch schulbildend zu wirken. Zu den von ihm Inspirierten gehören unter anderem Friedrich Brunstäd, Paul Schneider, Paul Althaus, Otto Michel, Ernst Käsemann und Peter Stuhlmacher.

## Kirchenkampf zu Beginn des Nationalsozialismus

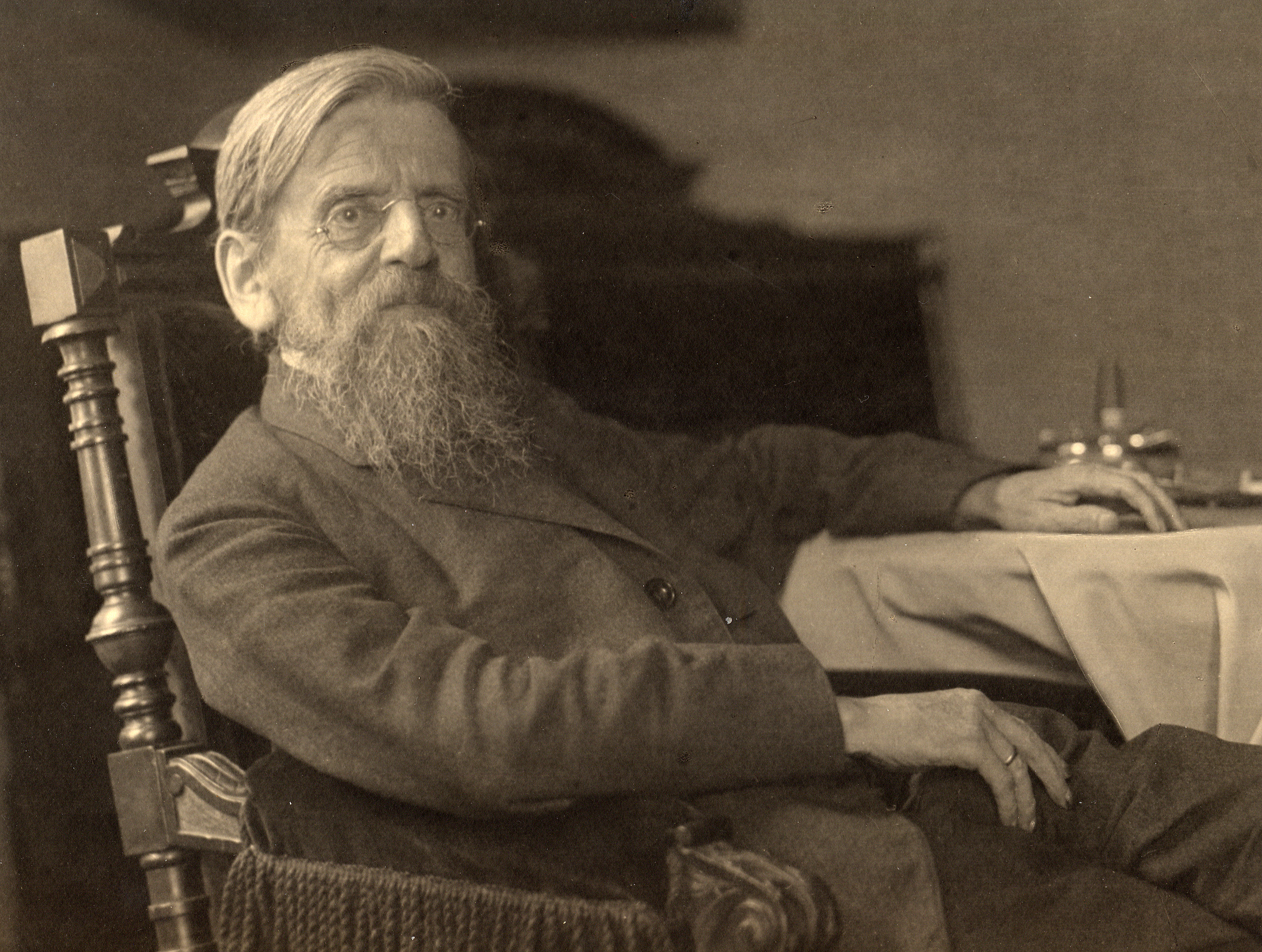
Adolf Schlatter im Alter

Gegen Ende seines Lebens wurde Schlatter mit dem Nationalsozialismus konfrontiert. Er stand ihm von Beginn an ablehnend gegenüber. Mit illusionsloser Nüchternheit und wachsender rhetorischer Schärfe skizzierte er dessen politische, theologische und kirchliche Zielsetzungen in seinen Briefen sowie in mehreren öffentlichen Vorträgen des Jahres 1933 als gefährlich, widerchristlich und unterdrückend. So insistierte er angesichts des Zwangscharakters des neuen völkischen Denkens auf der Freiheit als Voraussetzung jeder Volksgemeinschaft: „Eine Masse Geknechteter ist kein Volk … Ein Volk ist kein Sklavenhaus. Wir Christen, die die Freiheit empfangen haben und verkünden, sind wahrhaft Völkische.“ Die Volksgemeinschaft „…wird nicht dadurch stark, dass sie ihre Glieder entrechtet, verarmt und lähmt. Sie ist der Schutz des Einzelnen, und sie verpflichtet ihn gerade dadurch dem Ganzen, daß sie ihm, dem Einzelnen, die Lebensbedingungen gewährt.“ Die nationalsozialistische Rassenideologie war ihm, der sich selbst seit seiner Palästinareise als „Judenfreund“ verstand, zutiefst zuwider; er warf ihr vor, letztlich volksfeindlich zu sein: „Wenn wir das Volkstum einzig auf die Rasse gründeten, zerrissen wir das Volk. […] Wir Deutschen sind nicht ein Produkt der Rasse, sondern der Geschichte, über der der Name Gottes stand.“ Das „deutsche Volkstum“ an sich könne christlicherseits keinesfalls als besonderer Wert anerkannt werden, „denn unser Heiligstes und Bestes ist nicht der Mensch, auch nicht der heldische Mensch, auch nicht der germanische Mensch, der nordische Mensch, und nicht die Ernährung, das Wohlsein, die Ehre und Macht der Germanen ist unser höchstes Anliegen“. Mit besonderer Schärfe griff Schlatter den nationalsozialistischen Führerkult an: „Nicht von besonderen Leistungen Einzelner hängt das Schicksal unseres Volkes ab, sondern von der Treue, mit der jeder die göttlichen Gaben, die unser Leben tragen, benutzt“. Sarkastisch bemerkt er: „Kein Cäsar bleibt“. Wenn ein Führer den Dienstcharakter der politischen Herrschaft „bestreitet und seine Herrschaft zum Selbstzweck macht, zerstört er das Fundament der völkischen Gemeinschaft“. Der „Ruf nach dem totalen Staat“ werde „zum hellen Unsinn, wenn er sagen wollte, es gebe nichts als den Staat, der Staat könne alles, der Staat existiere, ehe es Menschen gibt. Vor dem Staat steht der Mensch mit allem, was ihn zum Menschen macht“. Seine Sorge galt der Preisgabe des Glaubenslebens, die die Christen „für den Staat unbrauchbar machen würde“: „Aus inwendig Erstorbenen kann man keine lebendige Gemeinschaft formen. Aus verdorrten Feigenbäumen schafft auch Adolf Hitler kein deutsches Paradies“. Schlatter hatte sein Leben lang die Zugehörigkeit Jesu zum Judentum hervorgehoben und – verglichen mit anderen Theologen seiner Zeit – ausgesprochen freundliche Bewertungen des Judentums gegeben. Obwohl er den sog. „Arierparagraphen“ der Sache nach ablehnte, vollzog er jedoch nicht den Schritt zu einem offenen Widerstand: Einen „Anspruch darauf, in ein Amt erhöht zu werden“ vermochte er nicht zu befürworten. Im Zuge der Entstehung des „Betheler Bekenntnisses“ lehnte er die in deren Entwurf erhobene Forderung, die Heidenchristen hätten „eher sich selbst der Verfolgung auszusetzen […] als die […] kirchliche Bruderschaft mit den Judenchristen […] preiszugeben“ mit der Bemerkung ab, die „Gemeinschaft mit den Volksgenossen“ sei „in dieser Stunde wichtiger als die Gemeinschaft mit den Judenchristen“, obwohl er gleichzeitig die Theologie der „Deutschen Christen“ ablehnte. Ob diese inkonsequente Zögerlichkeit mit einem latenten, auf das zeitgenössische Judentum bezogenen Antijudaismus oder eher mit seinem fortgeschrittenen Alter zu tun hatte, das er seinem Freund Wilhelm Lütgert gegenüber beklagte, ist noch nicht endgültig geklärt. Dazu passt auch, dass Schlatter zwar auf die Unterzeichnung der „Erklärung von 300 deutschen Universitäts- und Hochschullehrern“ im März 1933, welche die Machtübernahme Hitlers begrüsste, verzichtete (anders als vierzehn seiner Tübinger Kollegen). Aber andererseits unterzeichnete er die weniger bekannten „Tübinger Sätze“ im Mai 1934, die den in Bedrängnis geratenen württembergischen Landesbischof Theophil Wurm unterstützten, dabei aber ein von der Theologie der „Deutschen Christen“ dominiertes Programm vertraten. Trotz weitgehender Entsprechung mit der „Bekennenden Kirche“ hinsichtlich ihrer Ablehnung der „Deutschen Christen“ schloss er sich ihr nicht an, da die dort vorherrschende, von Karl Barth beeinflusste Dialektische Theologie ein (für ihn essentielles) Verständnis der Natur als Offenbarung Gottes ablehnte – also aus theologischen Gründen.
In der Literatur wird diskutiert, inwiefern Schlatter als Begründer des „Tübinger wissenschaftlich-theologischen Antisemitismus“ zu gelten habe (sein Nachfolger Gerhard Kittel (1888–1948) und dessen Assistent Walter Grundmann (1906–1976) sind ausgewiesene Vertreter einer rassisch-völkischen Judenfeindschaft). Besonderes Gewicht hat eine Publikation Schlatters von 1935 mit dem Titel: Wird der Jude über uns siegen? Darin heisst es, Jesus sei der Überwinder und der grösste Feind des Judentums: „Die nordische Seele ist deshalb dazu angelegt, etwas von der Größe Jesu zu spüren, weil sie die verabscheut, die sich feig und weichlich nur um ihr eigenes Wohlsein bemühen. Gegen diesen Mißbrauch des Lebens hat keiner so ernst und so sieghaft gestritten, wie Jesus es tat. Einen gewaltigeren Widersacher als ihn hat das Judentum nie gehabt.“ Werner Neuer dagegen versteht die bewusste Schrift genau im gegenteiligen Sinne als „eine geradezu leidenschaftliche Absage an die Verherrlichung der arisch-nordischen Rasse einerseits und die Geringschätzung der jüdischen Rasse andererseits“. Sie enthalte unter anderem eine prophetisch anmutende Warnung vor einem „Schlachtfeld voll von Leichen und Ruinen“ als Konsequenz der nationalsozialistischen Ideologie. Der zitierte Satz sei in seinem Kontext als (allerdings verunglückter) Versuch zu verstehen, den Nationalsozialismus mit Hilfe seiner eigenen Argumentation ad absurdum zu führen, um auf diese Weise von ihm verführte Menschen zur Vernunft zu bringen. Die Schrift wurde denn auch von der Gestapo „wegen ihrer unsachlichen Stellungnahme zu den weltanschaulichen und rassischen Problemen des nationalsozialistischen Staates beschlagnahmt und eingezogen“ sowie auf die „Liste des schädlichen und unerwünschten Schrifttums“ gesetzt.
Die 1996 erschienene Schlatter-Biographie Werner Neuers, die sich auf umfangreiche Studien zu seinem Nachlass stützt, sieht eine leidenschaftliche Ablehnung des Nationalsozialismus und eines biologischen Rassismus durch Schlatter als erwiesen an. Anders Gerdmar kritisiert, Neuer stelle Schlatters Judenschrift in einer nicht zu rechtfertigenden Weise positiv dar.

## Würdigungen
In Stuttgart existieren ein Adolf-Schlatter-Archiv und eine Adolf-Schlatter-Stiftung. In Tübingen ist das Adolf-Schlatter-Haus in der Österbergstraße nach ihm benannt und in Recke das Adolf-Schlatter-Heim.

## Werke in Auswahl
- Atheistische Methoden in der Theologie. In: Beiträge zur Förderung christlicher Theologie 9, 1905, H. 5. Neu abgedruckt in: Adolf Schlatter: Zur Theologie des Neuen Testaments und zur Dogmatik. Kleine Schriften. Mit einer Einführung herausgegeben von Ulrich Luck, München 1969, S. 134–150.
- Am Leiden teilnehmen. Berlin 1934.
- Das christliche Dogma. Calw/Stuttgart 1911.
- Das Evangelium nach Lukas. Aus seinen Quellen erklärt. Stuttgart 1931.
- Der Brief des Jakobus. Calwer Vereinsbuchhandlung 1932.
- Der Dienst der Christen in der älteren Dogmatik. 1897 (Der Dienst des Christen, Neuauflage 1999).
- Der Evangelist Johannes. Wie er spricht, denkt und glaubt. Ein Kommentar zum 4. Evangelium. Stuttgart 1930.
- Der Evangelist Matthäus. Seine Sprache, sein Ziel, seine Selbständigkeit. Ein Kommentar zum ersten Evangelium. Stuttgart 1929.
- Der Glaube im Neuen Testament. 4. Auflage. Stuttgart 1927 (und Nachdrucke)[107]
- Die Briefe an die Galater, Epheser, Kolosser und Philemon, ausgelegt für Bibelleser. EzNT 7, Stuttgart 1962.
- Die Briefe des Petrus, Judas, Jakobus, der Brief an die Hebräer. EzNT 9, Stuttgart 1965.
- Die Apostelgeschichte. Stuttgart 1961.
- Die christliche Ethik. Stuttgart 1914.
- Die Geschichte des Christus. Stuttgart 1921.
- Die Gründe der christlichen Gewißheit. Calw 1917.
- Die philosophische Arbeit seit Cartesius. Ihr religiöser und ethischer Ertrag. 4. Auflage. Stuttgart 1959.
- Die Theologie des Neuen Testaments (zwei Bände). Calw/Stuttgart 1909 bzw. 1910.
- Einleitung in die Bibel. Calw/Stuttgart 1889.
- Erläuterungen zum Neuen Testament (EzNT) [Kommentarreihe zu sämtlichen neutestamentlichen Schriften, neu durchgesehen von Theodor Schlatter], Stuttgart 1961–1965.
- Evangelium und Dienst am Volk. Gotha 1932.
- Gottes Gerechtigkeit. Ein Kommentar zum Römerbrief. Stuttgart 1935.
- Haering, Theodor von, (Verlag J. F. Steinkopf) Stuttgart 1918.
- Hülfe in Bibelnot. Gesammelte Arbeiten zur Schriftfrage. Velbert 1926.
- Kennen wir Jesus? Ein Gang durch ein Jahr im Gespräch mit ihm. Stuttgart 1937.
- Markus. Der Evangelist für die Griechen. Stuttgart 1935.
- Metaphysik. Eine Skizze. Hrsg. und transkribiert von Werner Neuer (= Zeitschrift für Theologie und Kirche. Beiheft 7). Tübingen 1987.
- Paulus, der Bote Jesu. Eine Deutung seiner Briefe an die Korinther. Stuttgart 1934.
- Rückblick auf meine Lebensarbeit. Gütersloh 1952.
- Vom Dienst an Theologie und Kirche. (Furche-Verlag) Berlin.
- Wird der Jude über uns siegen? Ein Wort für die Weihnachtszeit (= Freizeit-Blätter. Nummer 8). Freizeiten-Verlag Velbert, Essen 1935.
- Opfer – ein Verzicht? MBK-Verlag, Bad Salzuflen 1935.
- Das Unser Vater – Eine Auslegung des Herrengebetes. Furche-Verlag, Berlin 1938.

Eine nahezu vollständige Bibliographie seiner über 400 Titel liegt vor in der als Manuskript gedruckten Zusammenstellung: Adolf-Schlatter-Stiftung (Hrsg.): Das Schrifttum Adolf Schlatters, Neustetten o. J. (1980).